# 時代
時代（じだい）とは、時間の継続性の観点で特徴を持った1区切りを指す。

## 概要
観点によって様々な使われ方がある。分野ごとに、「期」という語（字）をあてたり「代」（＝「時代」の省略形）や「紀」という字をあてることもある。

歴史学的には、文明の基盤や文化の様式や政治構造などに着目し、それが顕著に異なっている場合は異なった時代名を割り当てる、ということが行われている。

地質学では塁代、代、紀などを用いて体系的に時代を区分している。
歴史学上の時代名ではないが、特定の分野ごとに様々に時代を区分すること、「時代」という表現で区分することは広く行われている。
例えば、交通をテーマとしている場合は「帆船の時代 / 汽船の時代」や「馬車の時代 / 自動車の時代」など、マスメディアや通信をテーマとしている時は「ラジオの時代 / テレビの時代 / インターネットの時代」などとも使う。
通俗的には、各分野をテーマとした時に、鍵となったものや、主流となったものなどに基づいて、ある時期を「時代」と表現することは広く行われている。

## 歴史学的時代
歴史の研究ではとしては、文明（文化）、政治、社会の形態の変化などによって時代を区切る、ということが行われている（英: historical period、時代区分）。
歴史学や人類学などでは、文明のありかたは道具によって大きく変わったとして、「石器時代」「青銅器時代」「鉄器時代」などと区分される。
政権（王朝）によって時代を区分することも一般的である。
例えばペルシア帝国の歴史について述べる場合、政権を握っていた「王朝」によって時代区分し、「アケメネス朝時代（期）」「アルサケス朝時代（期）」「サーサーン朝時代（期）」と時代を区分する。「朝」は「王朝」の省略形である。

例えば地中海の歴史について述べる場合、覇権を握っていた強力な国や帝国によって区分し、ギリシアが中心的な役割を果たした「ヘレニズム時代（期） Hellenistic period」、ローマ帝国が覇権を握っていた「ローマ（帝国）時代（期） roman times」、ビザンツ帝国が覇権を握った「ビザンツ帝国期 bizantine times」、オスマン帝国が覇権を握っていた「オスマン帝国期」などに区分する。
中国大陸の歴史の時代区分でも王朝を用いるのが一般的で、王朝名をもって時代名としていることが多い。王朝が複数乱立した時期に関しては、それが判る時代名としていることも多い。たとえば「秦時代」「漢時代」「三国時代」「晋時代」「南北朝時代（六朝時代）...等々等々である。
日本史の場合、文化（様式）や主要な道具の名称を冠して時代名としているものと、中央政府の置かれていた場所を時代名としているものなどがある。「縄文時代」は縄の文様で装飾した縄文土器を使う特徴を持つ文化や生活様式であったことによる。弥生時代も「弥生式土器」を使っていたから、という理屈である。ただし「弥生」という二字はこの時代とは本質的な関連は無い。「古墳時代」は「古墳がさかんに作られた時代だから」という理由である。「飛鳥時代」も当時の文化様式を命名に用いている。「奈良時代」「鎌倉時代」「江戸時代」などは当時の実質的な中央政府の所在地、最高権力者の館や執務場所の所在地を時代の名としている。

## 地質学上の時代
地質学では、学術的、体系的な時代区分法があり、（日本語では）「累代 eon」「代 era」と「紀 period」を用いて時代名を命名している。
例えば累代は太古代、原生代、顕生代と大きく分ける。たとえばそのひとつ顕生代は「古生代」「中生代」「新生代」などに分けられ、さらに「カンブリア紀、オルドビス紀...ジュラ紀 、白亜紀...」などと区分されている。
なお「恐竜時代」といった表現は、学術的な用語・概念というよりは、一般の人にとりあえず理解してもらい親しんでもらうための表現である。